# Wierzbnik (Grodków)
Wierzbnik  (deutsch: Herzogswalde, auch Herzogswaldau) ist ein Ort in der Stadt- und Landgemeinde Grodków (Grottkau) im Powiat Brzeski in Woiwodschaft Opole in Polen.

## Geographie
Das Straßendorf Wierzbnik liegt etwa sieben Kilometer nördlich von Grodków (Grottkau), 17 Kilometer südwestlich von Brzeg (Brieg) und 40 Kilometer westlich von Opole (Oppeln) liegt in der Schlesischen Tiefebene am Konradswaldauer Bach (polnisch Przyleski Potok). Nördlich verläuft die Autostrada A4.
Nachbarorte von Wierzbnik sind im Norden Przylesie (Konradswaldau), im Nordosten Jankowice Wielkie (Groß Jenkwitz), im Südosten Przylesie Dolne (Niederseiffersdorf) und im Westen Kolnica (Lichtenberg).

## Geschichte

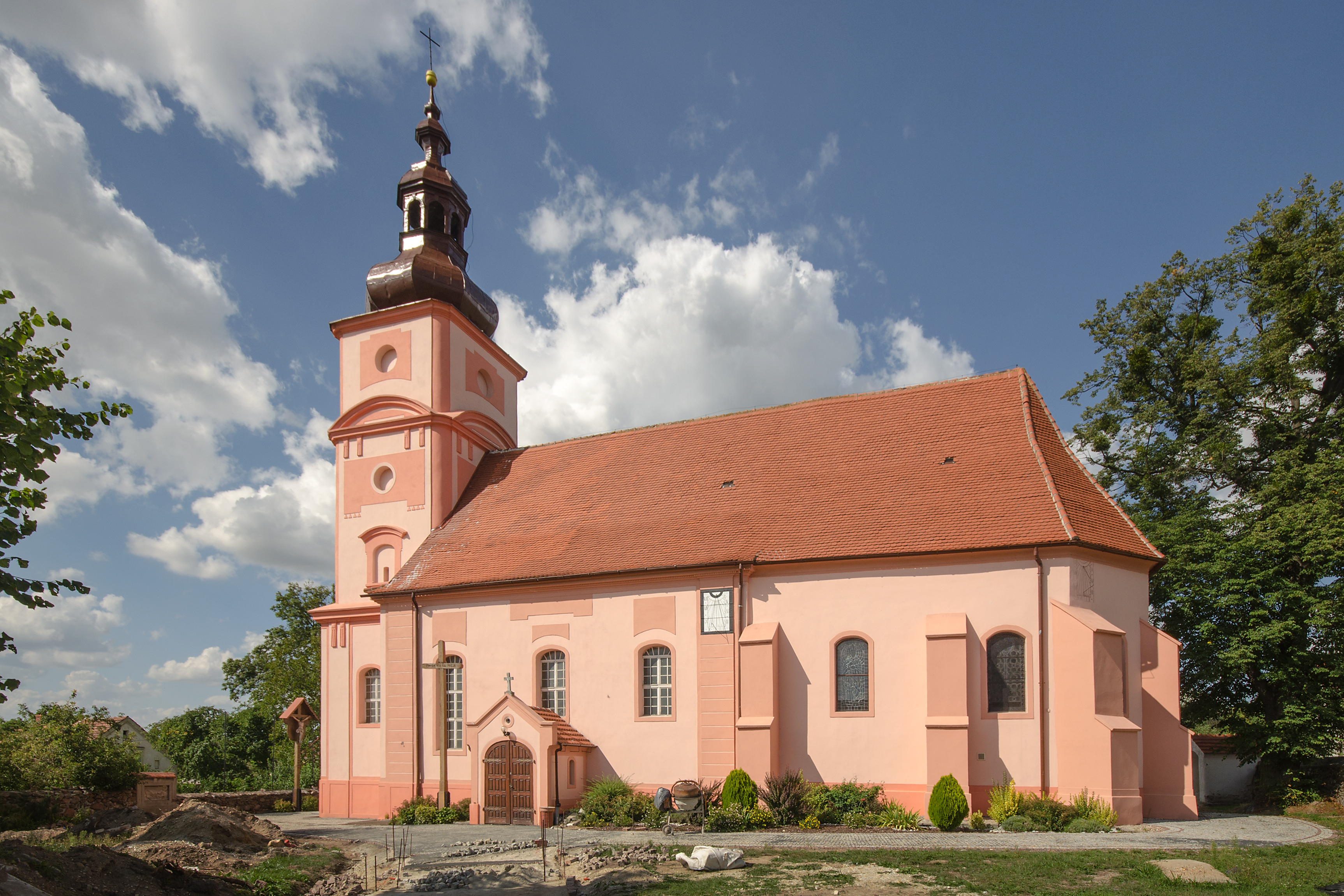
Michaelskirche

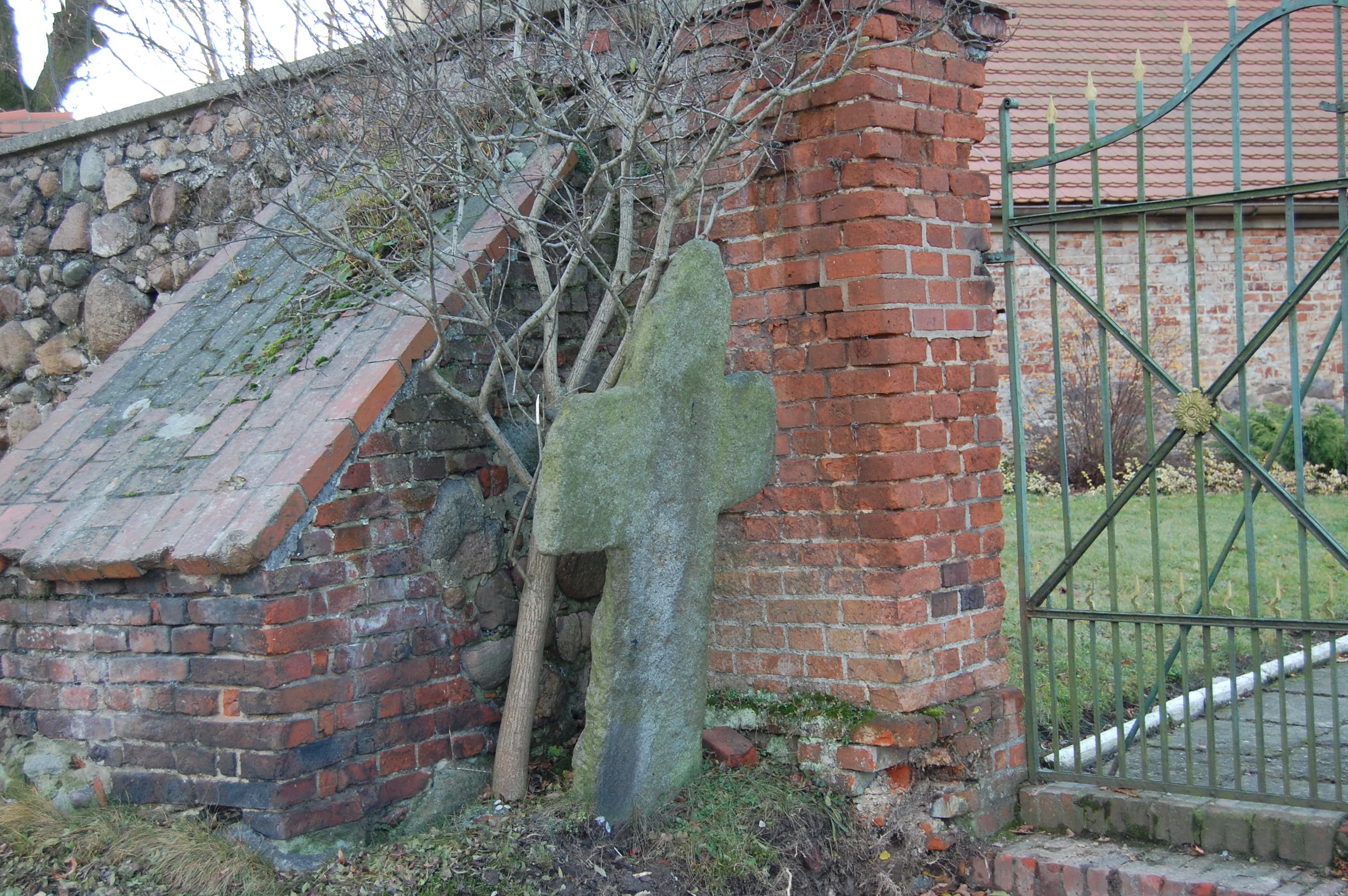
Sühnekreuz

Erstmals urkundlich erwähnt wurde Herzogswalde in einer Urkunde des Breslauer Herzogs Heinrich III. vom 30. April 1262, die sich jedoch nicht erhalten hat. Damals übertrug er die Herzogswalder Scholtisei dem Barthold und dessen Erben bzw. Nachkommen. 1303–04 ist „Harthowiginwald vel Cecilie“ im Breslauer Zehntregister Liber fundationis episcopatus Vratislaviensis aufgeführt. 1305 gehörte es den Pogarell. Es gehörte zunächst zum Herzogtum Breslau und gelangte nach dessen Teilung 1311 an das Herzogtum Brieg. 1343 wurde „Herczogenwalde“ von der Stadt Grottkau erworben, mit der es ein Jahr später an das bischöfliche Fürstentum Neisse (Bistumsland) fiel, das seit 1342 ein Lehen der Krone Böhmen war. Für das Jahr 1368 sind zwei Allode von 4 1/2 und 2 1/2 Hufen belegt. 1375 wurde das Dorf von Jesko von Pogarell an Peschko Rosenau verkauft. Ein erster Kirchenbau wurde 1387 erwähnt. 1425 bestand „Herczogenwalde“ aus 12 Häusern, eine Scholtisei wurde damals nicht erwähnt. 1579 gehörte die Dorfherrschaft einem Adam Wachtel. Weitere Besitzer des Rittergutes waren in den folgenden Jahrhunderten die Familien Neugebauer und Sornek.
Nach dem Ersten Schlesischen Krieg 1742 fiel Herzogswalde mit dem größten Teil des Fürstentums Neisse an Preußen. Nach der Neuorganisation der Provinz Schlesien gehörte die Landgemeinde Herzogswalde ab 1816 zum Landkreis Grottkau, mit dem es bis 1945 verbunden blieb.
1845 bestanden im Dorf eine katholische Kirche, eine katholische Schule, ein Schloss, ein Vorwerk, eine Brauerei, eine Brennerei und 134 weitere Häuser. Im gleichen Jahr lebten in Herzogswalde 773 Einwohner, davon 42 evangelisch. 1852 wurde ein neues Schulgebäude erbaut. 1855 lebten in Herzogswalde 870 Einwohner. 1865 bestanden im Ort 17 Bauern-, sieben Halbbauern-, 37 Gärtner- und 21 Häuslerstellen. Die zweiklassige katholische Schule wurde im gleichen Jahr von 160 Schülern besucht. 1874 wurde Herzogswalde in den Amtsbezirk Lichtenberg eingegliedert. 1885 zählte Herzogswalde 612 Einwohner, 1933 waren es 681 und 1939 645 Einwohner.
Als Folge des Zweiten Weltkriegs fiel Herzogswalde 1945 mit dem größten Teil Schlesiens an Polen. Nachfolgend wurde es in Wierzbnik umbenannt und der Woiwodschaft Schlesien angeschlossen. Die deutsche Bevölkerung wurde, soweit sie nicht vorher geflohen war, weitgehend vertrieben. Die neu angesiedelten Bewohner waren teilweise Zwangsumgesiedelte aus Ostpolen, das an die Sowjetunion gefallen war. 1950 wurde Wierzbnik der Woiwodschaft Oppeln eingegliedert.

## Sehenswürdigkeiten
- Die barocke St.-Michaels-Kirche (Kościół św. Michała Archanioła) wurde 1766 errichtet. Der älteste noch erhaltene Grabstein in der Kirchenmauer stammt aus dem Jahr 1595.[5] 1966 wurde die Kirche unter Denkmalschutz gestellt.[6]
- Im Norden des Dorfes befand sich bis 1945 das Schloss Herzogswalde. Es war durch seine Gemäldegalerie überregional bekannt, die durch den Maler Alois Erdtelta gefördert wurde. 1945 wurde das Bauwerk zerstört. Überreste des Schlosses haben sich jedoch erhalten. Ein Denkmal am Straßenrand erinnert an den Bau.
- Der ehemalige Schlosspark mit seltenen Bäumen wurde im 19. Jahrhundert angelegt. Dieser steht seit 1984 unter Denkmalschutz.[6]
- Sühnekreuz an der Friedhofsmauer
- Wegekreuz im Norden von Wierzbnik

## Vereine
- Fußballverein LZS Victoria Wierzbnik

## Söhne und Töchter des Dorfes
- Paul Englisch (1887–1935), Jurist, Literaturwissenschaftler und Schriftsteller
- Alois Erdtelt (1851–1911), Porträtmaler und Kunstpädagoge
- Josef Feix (1906–unbekannt), Gymnasiallehrer, Altphilologe und Übersetzer
- Oswald von Hoenika (1835–1891), Rittergutsbesitzer von Herzogswalde und Politiker